# Barrus letourneuxi
Barrus letourneuxi är en spindeldjursart som beskrevs av Simon 1880. Barrus letourneuxi ingår i släktet Barrus och familjen Karschiidae. Inga underarter finns listade.